# Labastide-Saint-Sernin
Labastide-Saint-Sernin (em occitano:  La Bastida de Sant Sarnin) é uma comuna francesa na região administrativa da Occitânia, no departamento do Alto Garona. Estende-se por uma área de 4.97 km², com 1.918 habitantes, segundo o censo de 2018, com uma densidade de 390 hab/km².